# Wide Awake (Joe McElderry)
Wide Awake è l'album di debutto del cantante pop britannico Joe McElderry, pubblicato il 22 ottobre 2010 dall'etichetta discografica Syco.
Il disco contiene il singolo di debutto del cantante, The Climb, cover dell'omonimo brano di Miley Cyrus pubblicata contemporaneamente alla sua vittoria della sesta serie britannica del talent show X Factor. È stato anticipato dalla pubblicazione come singolo del brano Ambitions, anch'essa una cover di un brano reso noto dai Donkeyboy, seguito da Someone Wake Me Up, inserito nella colonna sonora di Le cronache di Narnia - Il viaggio del veliero.
Tra le tracce sono presenti altre cover, come quella di Superman (It's Not Easy), brano dei Five for Fighting, di Real Late Starter, di Nerina Pallot e di Smile di Uncle Kracker.
Ha ottenuto un buon successo di vendite, raggiungendo la terza posizione in Regno Unito e la quinta in Irlanda.

## Tracce
Syco (88697646772)
1. Ambitions – 2:55 (Kent Sundberg, Cato Sundberg, Simen Eriksrud, Simone Larsen)
2. Someone Wake Me Up – 3:26 (Liam Keenan, Ben Collier, Ray Hedges, Nigel Butler)
3. Superman (It's Not Easy) – 3:41 (John Ondrasik)
4. Real Late Starter – 3:17 (Nerina Pallot)
5. Until the Stars Run Out – 3:18 (Lars Halvor Jensen, Martin Michael Larsson, Tom Nichols, George Michael)
6. Feel the Fire – 2:58 (Richard Stannard, Ash Howes, Emma Rohan, Steve Malcolmson)
7. Farenheit – 3:35 (Johan Fransson, Henrik Göranson, Tim Larsson, Tobias Lundgren, Sharon Vaughn)
8. Wide Awake – 3:20 (testo: Chris Destefano, David Hodges, Brian Howes)
9. Smile – 3:22 (Blair Daly, Jeremy Bose, Matthew Shafer, John Harding)
10. Love Is War – 2:25 (Tina Harris-Pampouneau, Jamie Hartman, Alex Reid)
11. The Climb – 3:36 (Jessi Alexander, Jon Mabe) – (Bonus track)

Durata totale: 35:53

## Classifiche
| Classifica (2010) | Posizione raggiunta |
| ----------------- | ------------------- |
| Regno Unito       | 3                   |
| Irlanda           | 5                   |